# Ban Chao
Ban Chao, imię publiczne: Zhongsheng, chiń. 仲升 (ur. 32, zm. jesienią 102) – Generalny Protektor Rejonów Zachodnich (西域都護府, xiyu duhufu) w czasach Późniejszej Dynastii Han (25-220).
Był synem Ban Biao oraz bratem Ban Gu i Ban Zhao. Pracował jako kopista oraz urzędnik niskiego szczebla, dopóki w 73 Dou Gu nie zabrał go ze sobą na wyprawę przeciwko Xiongnu, podczas której odznaczył się w walce. Następnie otrzymał samodzielną misję w Rejonach Zachodnich, gdzie w ciągu kilkunastu lat, polegając niemal wyłącznie na siłach sprzymierzonych z Chinami państw, udało mu się odbudować Generalny Protektorat Rejonów Zachodnich. Sprawował ten urząd pomiędzy 91 a 102, by umrzeć jesienią tego roku, miesiąc po powrocie do Luoyangu.

## Biografia
Był synem Ban Biao oraz młodszym bratem Ban Gu, przy czym urodzili się w tym samym roku, co zważywszy na fakt, iż źródła nie opisują ich jako bliźniaków, oznacza że mogli mieć różne matki. Jego młodszą siostrą była Ban Zhao. Wstawił się za swoim bratem, kiedy ten popadł w niełaskę ze względu na pracę nad Księgą Hanów, później zaś, gdy Ban Gu objął stanowisko w cesarskiej bibliotece, wraz ze swoją matką przeniósł się do Luoyangu. Rodzina była biedna i Ban Chao początkowo zarabiał jako kopista. Cesarz Ming (57-75) zatrudnił go jako urzędnika, ale później Ban Chao został zdymisjonowany za jakieś przewinienie.

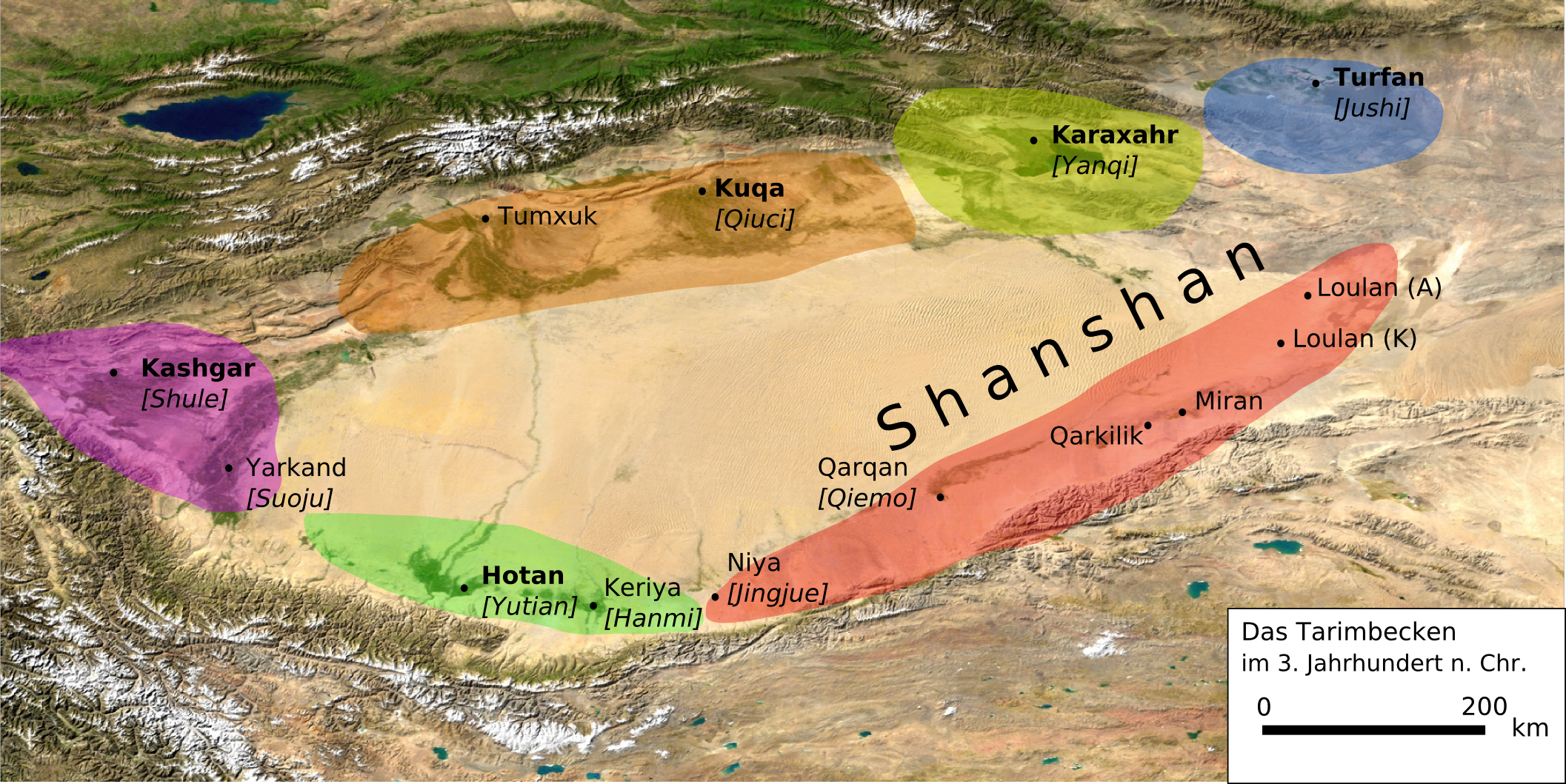
Miasta i państwa Rejonów Zachodnich w czasach Późniejszej dynastii Han

W 73, gdy Dou Gu wyprawił się przeciwko Xiongnu, Ban Chao został mianowany pełniącym obowiązki majora (司馬, sima) i wyróżnił się jako dowódca jednego z oddziałów. Dou Gu wysłał go z misją dyplomatyczną do Rejonów Zachodnich i kiedy Ban Chao dotarł do Shanshan (zob. Loulan) zastał tam wysłanników Północnych Xiongnu. Niezwłocznie wysłał swoich ludzi, by zabili posłańców Xiongnu, po czym przedstawił ich głowy władcy Shanshan, królowi Guangowi, który po tym pokazie chińskiego zdecydowania zgodził się wysłać zakładników na cesarski dwór. Po tym wydarzeniu Ban Chao został awansowany na pełnego majora i wysłany na dłuższą misję dyplomatyczną do Rejonów Zachodnich. Odmówił zabrania większej liczby ludzi, zadowalając się zaledwie trzydziestoma, gdyż jego zdaniem większa liczba byłaby tylko obciążeniem.
Mijając Shanshan Ban Chao dotarł do Yutian (dzis. Hotan), którego król znajdował się pod kuratelą rezydenta Xiongnu. Szaman króla Guangdu przekonał go, by ten zażądał konia Ban Chao, kiedy jednak próbował go zabrać został zabity. Sama brutalność chińskiego wysłannika wystarczyła by Guangdu zabił rezydenta Xiongnu i zaoferował uznanie zwierzchnictwa cesarstwa. W Shule (dzis. Kaszgar) miejscowy król został obalony przez króla Jiana z Qiuzi (dzis. Kucza), który zastąpił go swoim oficerem, Duoti. Ban Chao współpracując z lokalną opozycją obalił Duoti, osadził na tronie księcia Zhonga, należącego do miejscowej dynastii, a samego Douti odesłał do Qiuzi.
Ban Chao mógł postępować z taką śmiałością, ponieważ stały za nim zwycięstwa Dou Gu i ponowne ustanowienie Generalnego Protektoratu, który jednak w 75 został zniszczony przez Xiongnu i ich sojuszników, przy czym ocalałe resztki chińskich garnizonów wycofały się. Król Qiuzi brał udział w tym ataku na siły cesarstwa i niedługo później zwrócił się na zachód przeciwko Ban Chao. Ten otrzymał rozkaz wycofania się, ponieważ nowy rząd cesarza Zhanga (75-88) obawiał się kolejnej porażki. Ban Chao wiedział, iż mieszkańcy Shule i Yutian odbiorą to jako zdradę i postanowił zostać na miejscu. Udało mu się obronić Shule, gdzie ustanowił swoją siedzibę, i w ciągu kilku następnych lat poszerzył swoje terytorium za pomocą dyplomacji. W 78 dowodził już dziesięcioma tysiącami ludzi z Shule, Yutian i Jumi (dzis. Kerija) na Północnym Szlaku i posiadał sojuszników w Sogdzie. W 80 otrzymał posiłki z Chin w liczbie tysiąca żołnierzy, zaś trzy lata później został mianowany Głównym Urzędnikiem z Dowództwem nad Wojskiem (将兵长史, jiangbing zhangshi), ze sztandarami i insygniami samodzielnego dowództwa. Nie był to pełen Generalny Protektorat, ale dzięki Ban Chao cesarstwo chińskie stało się dominującą siłą w Rejonach Zachodnich.
Przygotowując się do ataku na Qiuzi, w 83 wysłał poselstwo do Wusun, którzy zgodzili się wysłać zakładników na chiński dwór. W 84 otrzymał kolejnych 800 żołnierzy z Chin, jednak król Suoju (dzis. Shache) stał się krnąbrny i Ban Chao wyruszył przeciwko niemu na czele oddziałów z Shule i Yutian. W trakcie tej wyprawy król Zhong z Shule zbuntował się i Ban Chao musiał się wycofać. Proklamował teraz własnego kandydata na króla Shule, jednak Zhongowi udało się uzyskać wsparcie Kangju i sytuacja stała się patowa. Ban Chao wysłał dary z jedwabiu do Wielkich Yuezhi (czyli Kuszanów), których łączył umocniony małżeństwem sojusz z Kangju, i ci ostatni wycofali się, zabierając Zhonga ze sobą. Zhong następnie złożył fałszywą ofertę poddania się, jednak Ban Chao przejrzał jego plany i zabił go na powitalnym bankiecie, eliminując jego ostatnich zwolenników. W 86 lub 87 Ban Chao ostatecznie zmierzył się z Suoju wspieranym przez Qiuzi i zwyciężył dzięki pozorowanemu odwrotowi, który doprowadził do podzielenia przeważającej armii przeciwnika. Jego wpływy rozciągały się teraz na całe Rejony Zachodnie.
Wielcy Yuezhi wcześniej wsparli siły cesarstwa posiłkami, teraz zaś przysłali trybut i zakładników, w zamian prosząc o chińską księżniczkę dla swojego władcy. Ban Chao odmówił i w 90 musiał stawić czoła ogromnej armii inwazyjnej z Zachodu. Zwyciężył dzięki taktyce spalonej ziemi, tak że pozbawiony żywności przeciwnik został zmuszony do odwrotu. Po pokonaniu Wielkich Yuezhi prestiż Ban Chao jeszcze wzrósł. W 91 Dou Xian zniszczył Północnych Xiongnu w mongolskim stepie. Pozbawione wsparcia Xiongnu i Yuezhi Qiuzi wraz ze swoimi sojusznikami na Północnym Szlaku, Gumo (dzis. Aksu) i Wensu, poddały się cesarstwu. Ban Chao został mianowany Generalnym Protektorem, ze swoim towarzyszem Xu Ganem jako Szefem Urzędników (長史, Zhangshi). Tym samym tytuł został wskrzeszony po niepowodzeniach połowy lat 70. Król Youliduo z Qiuzi został zdjęty z tronu i wysłany do Luoyangu, podczas gdy władzę objął książę Boba, będący uprzednio zakładnikiem. Ban Chao ustanowił swoją siedzibę w Qiuzi, podczas gdy Xu Gan obozował w Suoju.
W 92 Dou Xian zginął w wyniku pałacowego przewrotu i dokonano również egzekucji na jego stronniku, Ban Gu. Śmierć brata nie wpłynęła jednak na relacje Ban Chao z nowym rządem cesarza He (88-105). Ostatnim niezależnym państwem Rejonów Zachodnich było teraz Yanqi (dzis. Karaszahr), odpowiedzialne za śmierć Generalnego Protektora Chen Mu w 75. Król Guang przybył do Weili i oficjalnie uznał zwierzchnictwo cesarstwa, jednak później starał się trzymać jego armię z daleka od swojego terytorium, by ostatecznie próbować ucieczki. W 94 Ban Chao schwytał go i zabił, po czym splądrował Yuanqi w odwecie za śmierć Chen Mu. Na tronie tego państwa został osadzony dawny zakładnik, książę Yuanmeng.
W 95 cesarz nadał mu tytuł markiza (侯, hou) z przychodem z tysiąca domostw. W 97 Ban Chao wysłał swojego oficera Gan Yinga z misją do Daqin (Rzymu), ten jednak dotarł tylko do Zatoki Perskiej. W 100 Ban poprosił o pozwolenie na powrót do Chin, uzasadniając to swoim wiekiem i złym stanem zdrowia, przy czym wyjaśniał, iż barbarzyńcy okazują mało szacunku starcom. Ta prośba uzyskała wsparcie jego siostry, Ban Zhao, niemniej minęły dwa lata zanim ostatecznie spotkała się z aprobatą. Ban Chao zmarł zaledwie miesiąc po powrocie do Luoyangu, jesienią 102. Pozostawił po sobie trzech synów, z których najmłodszy, Ban Yong, tak samo jak ojciec w przyszłości piastował urząd Protektora Generalnego Rejonów Zachodnich.